# Cheminot
Cheminot település Franciaországban, Moselle megyében. Lakosainak száma 824 fő (2022. január 1.). Cheminot Bouxières-sous-Froidmont, Éply, Lesménils, Morville-sur-Seille, Lorry-Mardigny, Louvigny és Sillegny községekkel határos.

## Népesség
A település népességének változása:
| Lakosok száma | 344  | 490  | 507  | 614  | 731  | 771  | 775  | 812  | 807  | 824  |
|               | 1968 | 1982 | 1990 | 2006 | 2013 | 2015 | 2017 | 2019 | 2020 | 2022 |